# 西浦ダム
西浦ダム（にしうらダム）は、長野県小諸市西浦、一級河川・信濃川水系千曲川（長野県内における信濃川の呼称）に建設されたダム。高さ14.2メートルの重力式コンクリートダム（堰）で、東京電力リニューアブルパワーの発電用ダムである。同社の水力発電所・島川原発電所（しまがわらはつでんしょ）に送水し、最大1万6,300キロワットの電力を発生する。

## 歴史
1927年（昭和2年）、長野県東信地方を流れる千曲川で水力発電所の建設を進めていた東信電気は、千曲川電力を吸収合併した。千曲川電力は1925年（大正14年）に設立され、同年に小諸より下流の水利権を取得。東信電気はこれを継承し、1928年（昭和3年）より島河原発電所の建設に着手した。発電所は1930年（昭和5年）11月に仮使用認可を受け運転を開始。1931年（昭和6年）1月、正式に使用認可を得た。島河原発電所の取水元となるのが西浦ダムで、発電所完成から遅れること1937年（昭和12年）3月に使用を開始。西浦ダム湖畔にある小諸発電所で発電に使用した水も合わせて島河原発電所に送水する。
その後、日本政府による電気事業の国家管理化が進み、1939年（昭和14年）に日本発送電が設立された。東信電気は西浦ダムおよび島河原発電所を始めとする多くの水力発電所を日本発送電に出資し、廃業した。戦時中、日本発送電は物資の不足を理由に島河原発電所の水車発電機の予備機を、高知県で建設中の分水第四発電所（現・四国電力）用に転用している。戦後は日本発送電の分割・民営化により、島河原発電所ほか千曲川にあった多くの水力発電所が東京電力に継承された。なお、島河原発電所は1993年（平成5年）、島川原発電所に改名されている。

## 周辺
JR小海線およびしなの鉄道・小諸駅近くに懐古園がある。かつての小諸城であり、天守閣は現存せず石垣だけが残されている。作家・島崎藤村は当地を訪れ、『千曲川旅情の歌』を詠んだ。園内にある水の手展望台からは、西浦ダムを遠くに望むことができる。西浦ダムの天端は歩道になっており、付近の千曲小学校に通学する児童らの通学路として利用されていたが、2017年(平成29年)秋、工事のため閉鎖された。通学路は長野県道142号八幡小諸線に移されている。
西浦ダム湖畔には小諸発電所がある。島川原発電所より先に東信電気が完成させた水力発電所で、千曲川上流の佐久市今井で取り入れた水を2か所の調整池を経て発電所に送水し、最大1万6,200キロワットの電力を発生する。発電所の脇には上流の土村第一発電所でかつて使用していた水車発電機が展示保存されている。
島川原発電所の建設には、千曲川沿いに敷かれた布引電気鉄道が資材運搬面において活躍した。路線は小諸駅から布引観音を経て島川原へと続いていたが、もともと利用者数の少ないローカル線であり、発電所工事の完了が経営難に拍車をかけ、1936年（昭和11年）に廃止された。線路や駅舎は撤去され、現在は布引観音近くの川原に橋桁を残すのみである。
島川原発電所の下流には塩川発電所がある。島川原発電所で発電に使用した水を取り入れ、最大8,100キロワットの電力を発生する。塩川発電所から下流は上田盆地・長野盆地と平坦な地形が続き、農地や市街地が広がる。これより新潟県との県境付近にある西大滝ダムまでの間、千曲川をせき止める水力発電施設は存在しない。

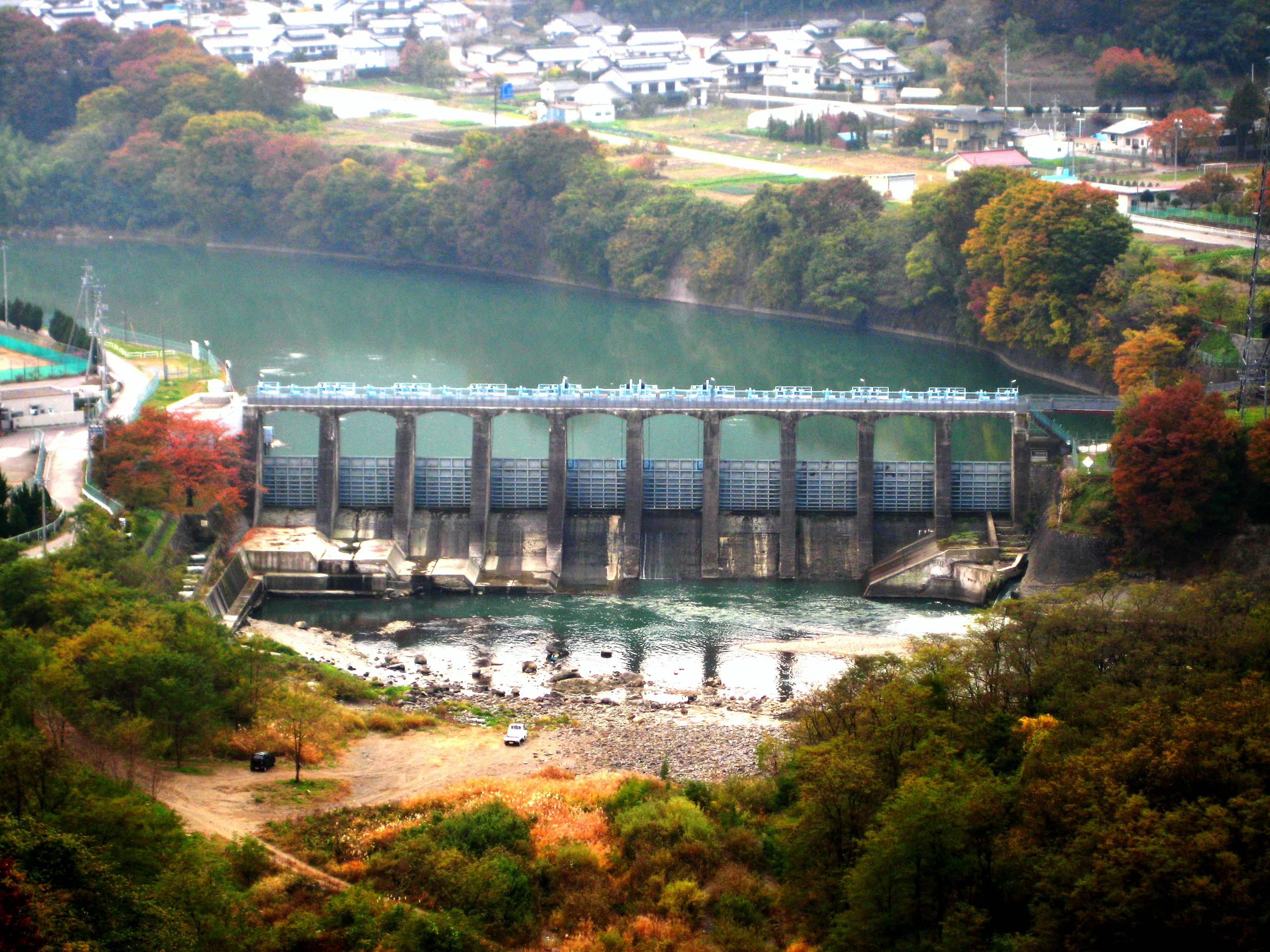
西浦ダム（2008年）
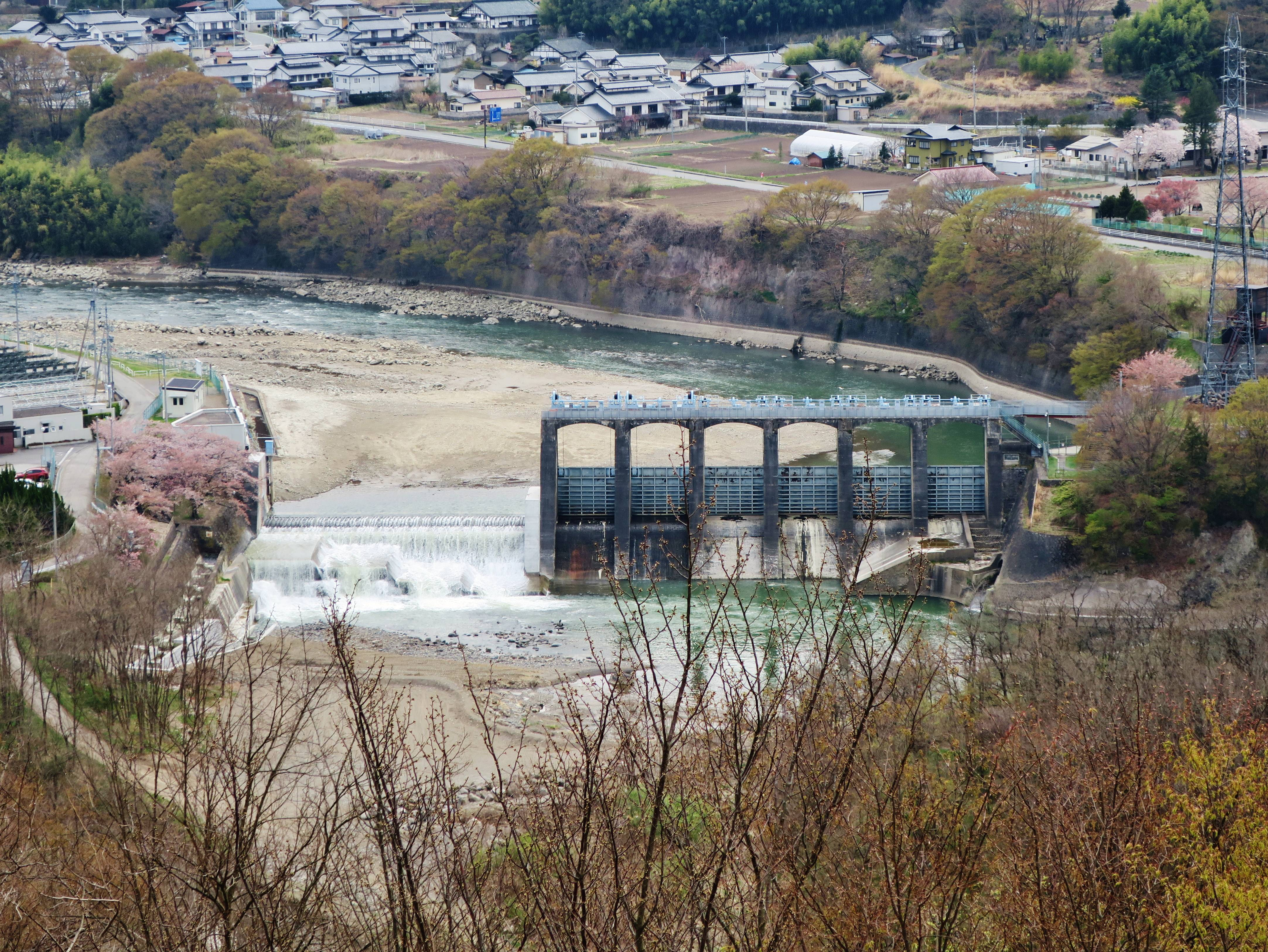
同（2018年）
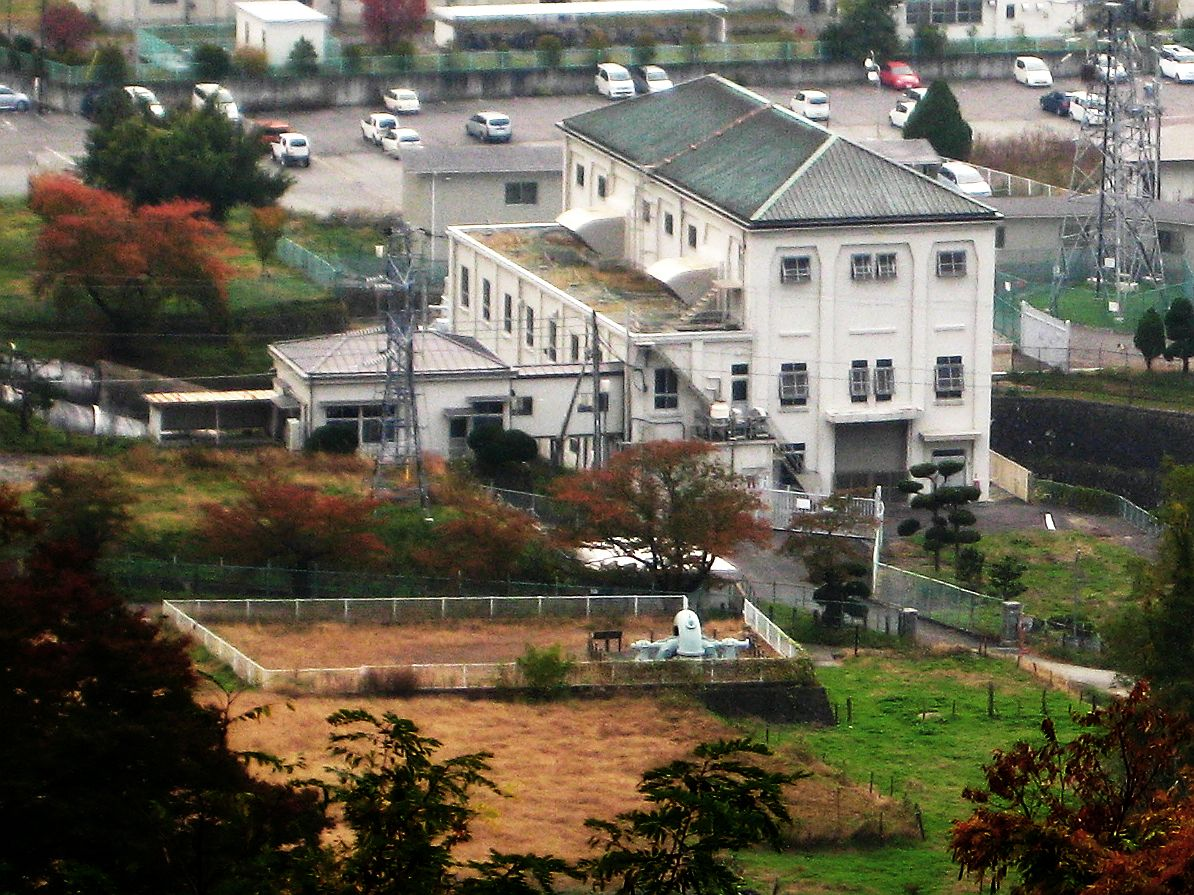
小諸発電所
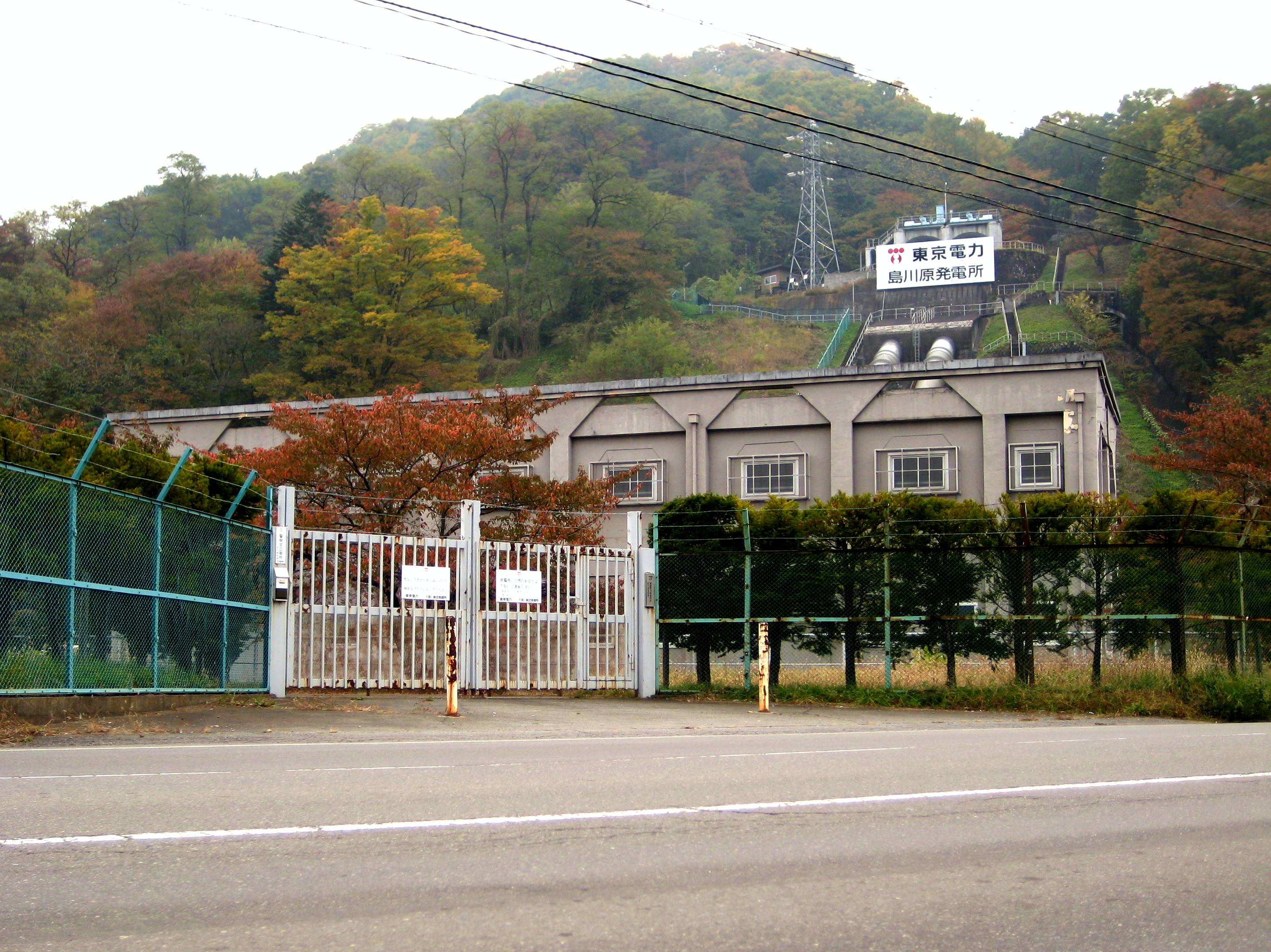
島川原発電所
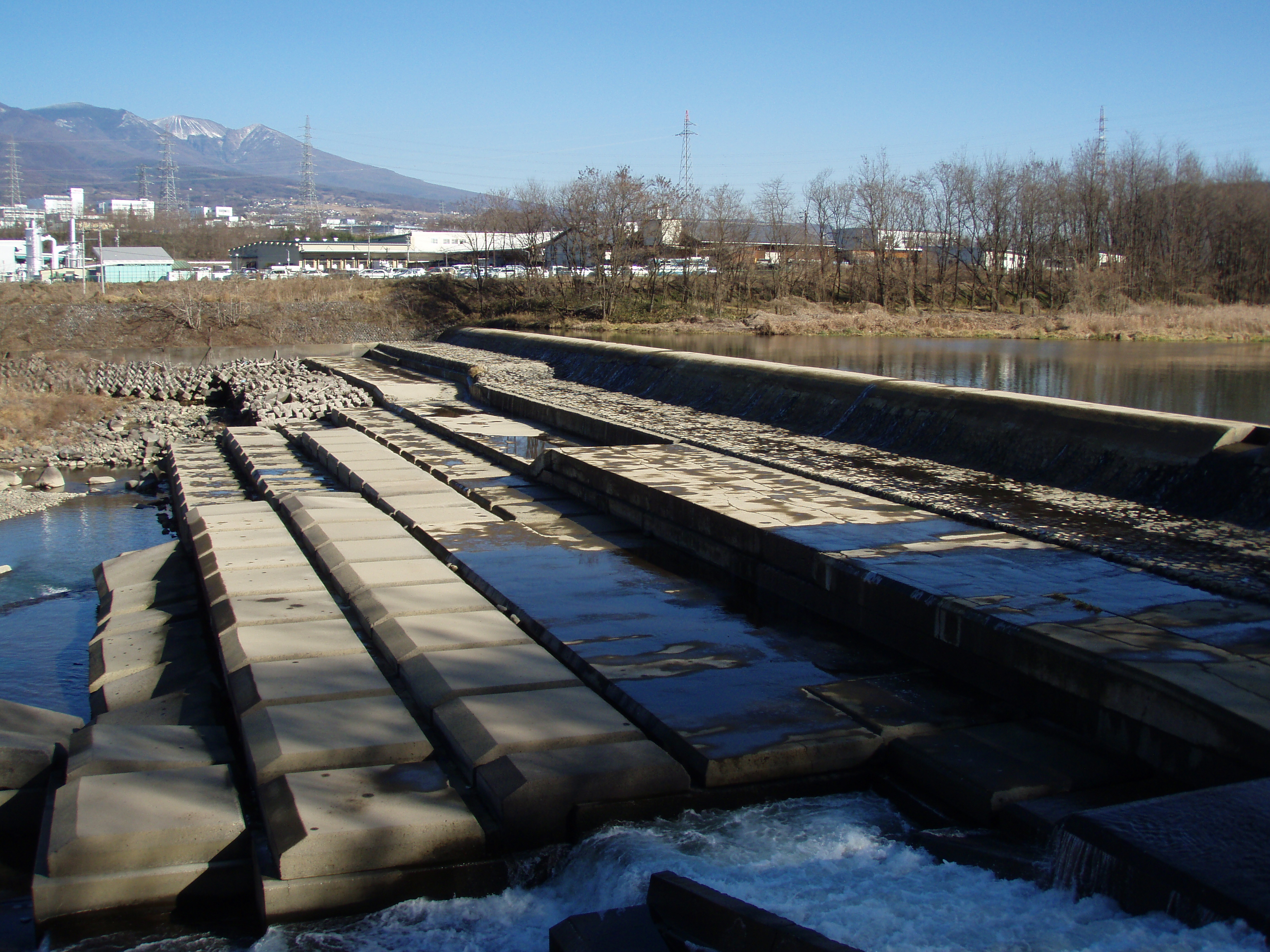
塩川発電所羽毛山取水ダム
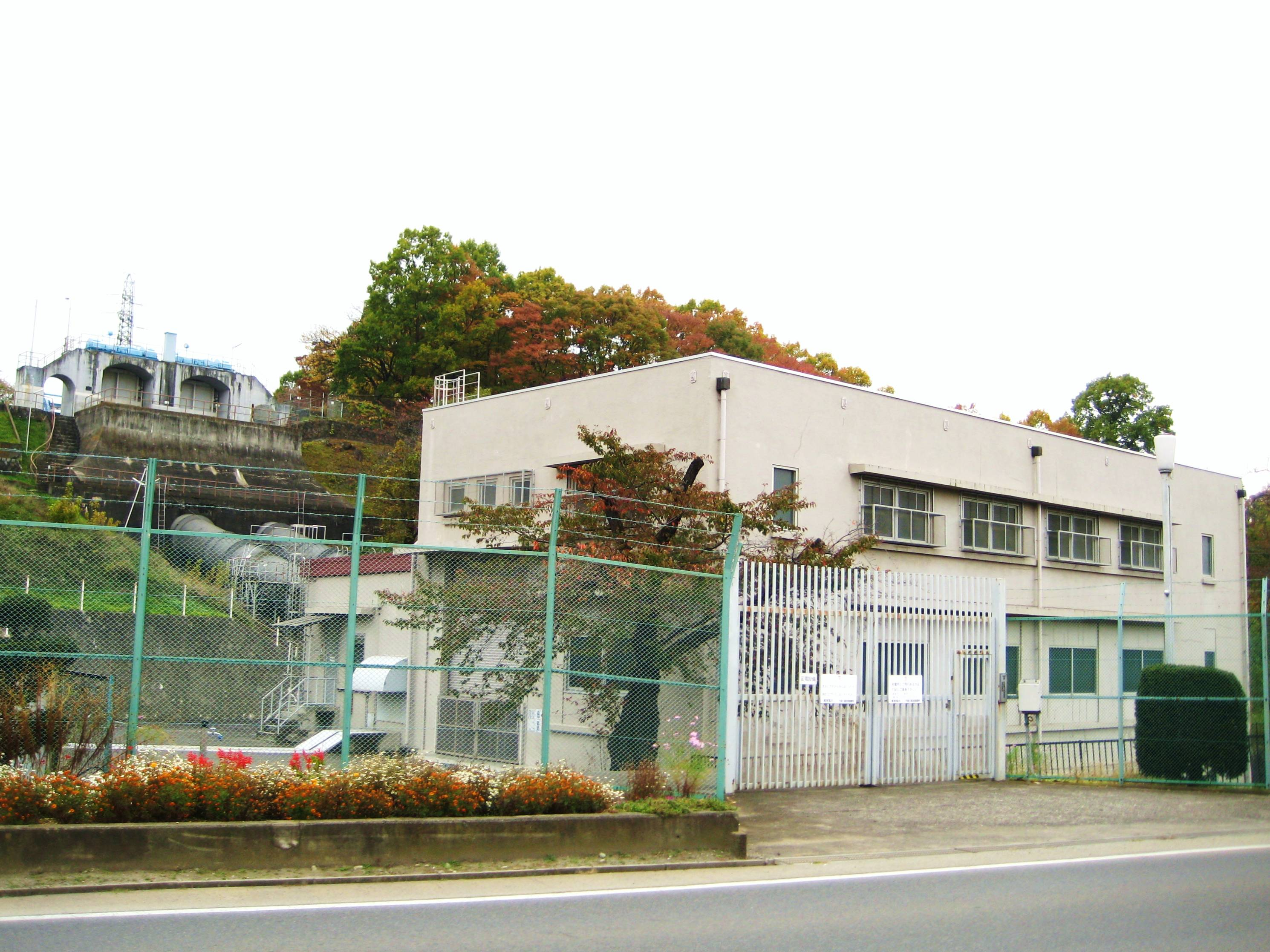
塩川発電所
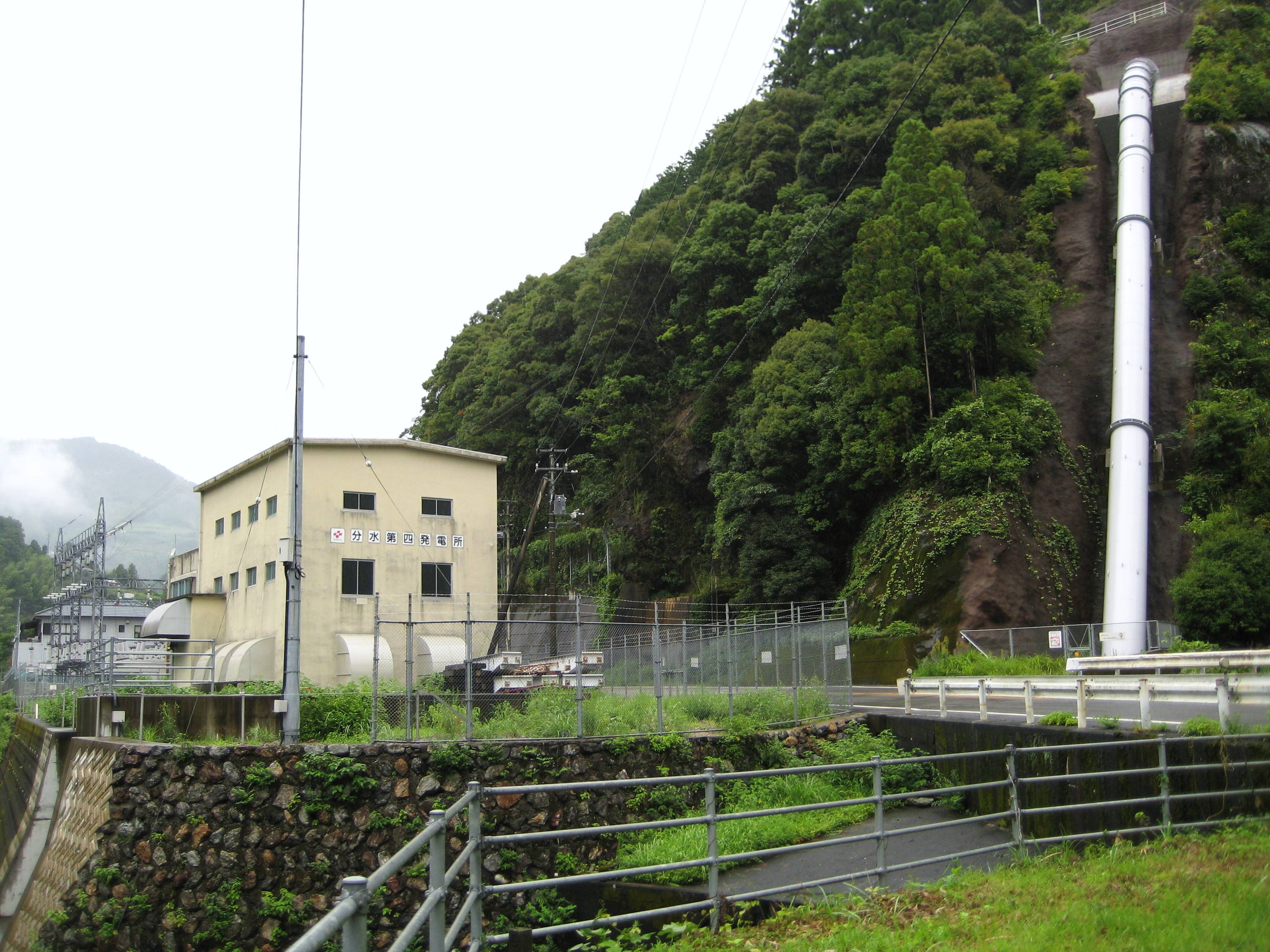
島川原発電所から発電機を転用した分水第四発電所（高知県いの町）

## 西浦ダムに関連する作品
- 小山田いく「西浦ダム」 - 小諸市出身の漫画家・小山田いくが描き下ろしたイラストで、小諸市公民官報用のものと、ファンサイト企画によるポストカード用のものとの2種類がある。小諸市ウェブサイト上にてパソコン用の壁紙に加工されて公開されている。著作権は小諸市に帰属する。

- あの夏で待ってる